# Дин Бак Нгуен
Дин Бак Нгуен (на виетнамски: Nguyễn Đình Bắc‎)  (роден на 19 август 2004 г.) във Вин, Виетнам) е виетнамски футболист полузащитник, нападател, състезател на виетнамския Куанг Нам и Националния отбор на Виетнам. Участник в Купата на Азия 2023 където бележи първия гол срещу Япония при загубата с 2:4.

## Успехи
Куанг Нам (Тамки)
- В лига 2 (2 ниво)
  - Шампион (1): 2023

- Играч на сезона във В лига 2: 2023